# Nugumanowo
Nugumanowo (ros. Нугуманово) – wieś (sieło) w Rosji, w obwodzie czelabińskim, w rejonie kunaszackim. W 2010 liczyła 321 mieszkańców.